# St. Wendelin (Schnait)

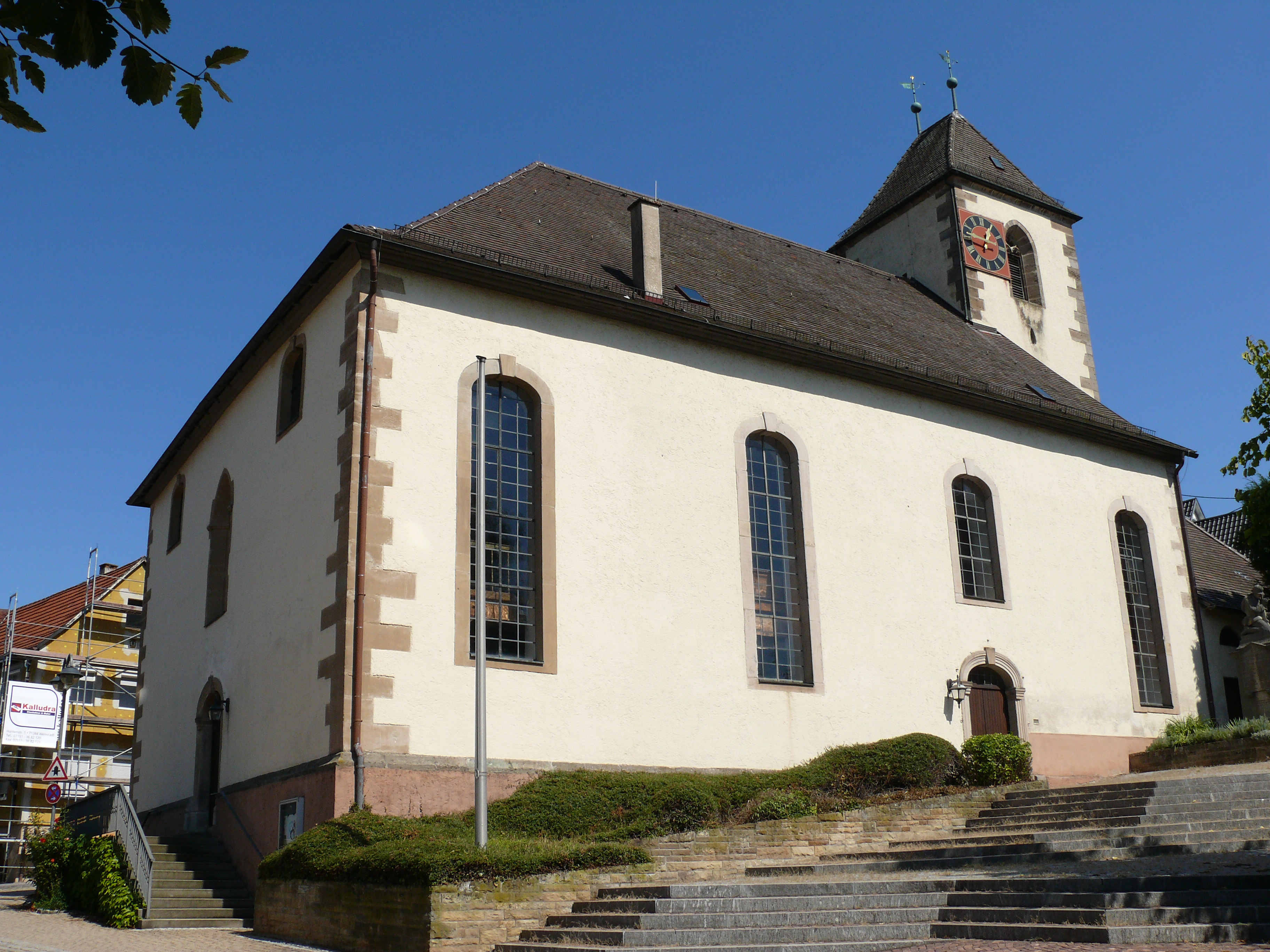
St. Wendelin in Schnait

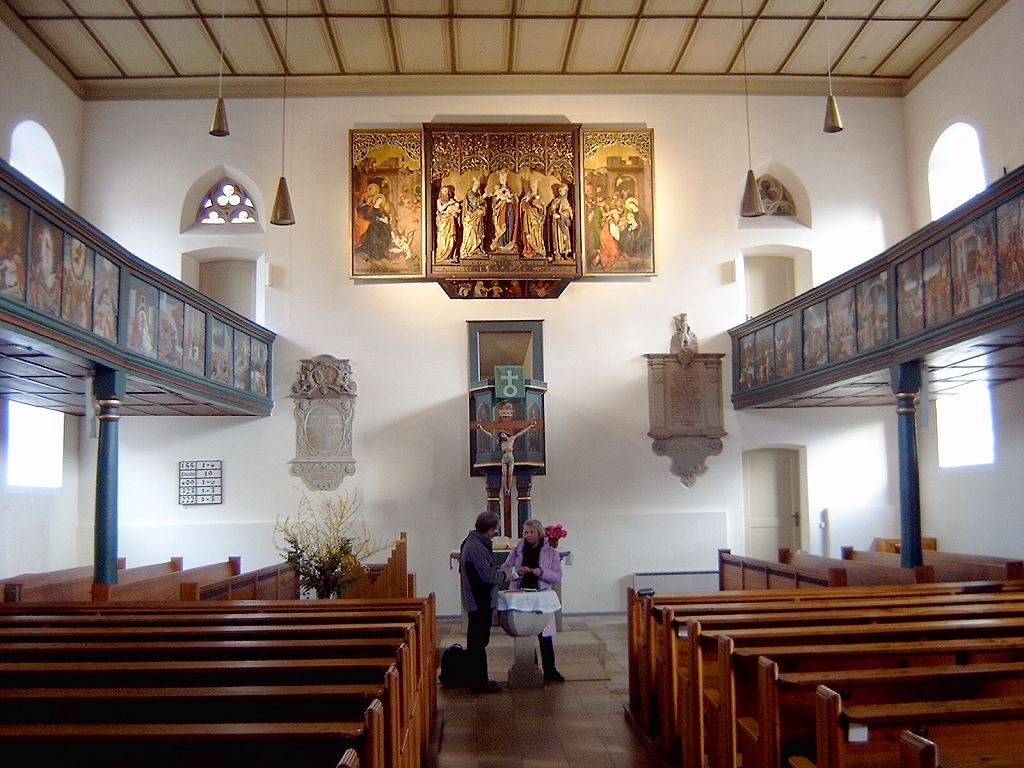
Innenansicht

Die evangelische Pfarrkirche St. Wendelin steht in Schnait, einem Stadtteil der Großen Kreisstadt Weinstadt im Rems-Murr-Kreis in Baden-Württemberg. Das Bauwerk ist beim Landesamt für Denkmalpflege Baden-Württemberg als Baudenkmal eingetragen. Die Kirchengemeinde gehört zum Kirchenbezirk Schorndorf der Evangelischen Landeskirche in Württemberg.

## Beschreibung
Der Ort Schnait wurde erstmals im Jahr 1238 unter dem Namen „Snait“ urkundlich erwähnt. Die Ursprünge der Siedlung liegen vermutlich in einem klösterlichen Wirtschaftshof des Klosters Adelberg. An der Stelle der heutigen Kirche befand sich wahrscheinlich eine romanische Kapelle, deren Turmuntergeschoss – das sogenannte „Läuterhäusle“ – als Turmchor dieser frühen Kapelle gedeutet wird.
Um das Jahr 1500 errichtete die Gemeinde eine neue, spätgotische Kirche. Von diesem Bau sind der Turm, die Sakristei (ehemals Teil des Chorraums) sowie zwei Maßwerkfenster neben dem heutigen Hochaltar erhalten. Der damalige Kirchenbau war der Jungfrau Maria („Unserer lieben Frau“) und dem heiligen Wendelin geweiht.
Mit dem Wachstum der Gemeinde wurde die spätgotische Kirche im Laufe der Jahrhunderte baufällig und zu klein. Erste Pläne für einen Umbau oder Neubau existierten seit 1667. Wegen wiederholter Ernteausfälle – insbesondere durch schlechte Weinherbste – war die Gemeinde lange Zeit nicht in der Lage, das Vorhaben umzusetzen. Erst 1747 wurde der Abriss der alten Kirche durchgeführt und ein Neubau begonnen. An den bestehenden Turm wurde 1748 im Auftrag von Herzog Carl Eugen nach einem Entwurf von Johann Christoph David von Leger ein neues Kirchenschiff in Form einer sogenannten Predigtsaalkirche angebaut – ein Baukonzept, das in der evangelischen Kirchenarchitektur des 18. Jahrhunderts weit verbreitet war. 
Die neue Kirche besteht aus einem Langhaus und einem 22 Meter hohen Chorturm im Osten, dessen mit einem quer angeordneten Walmdach bedecktes oberstes Geschoss die Turmuhr und den Glockenstuhl mit vier Kirchenglocken enthält. Der rechteckige Grundriss mit umlaufenden Emporen und einer zentralen Ausrichtung auf die Kanzel an der Ostwand reflektiert das reformatorische Prinzip der Vorrangstellung der Predigt. Auf einen separaten Chorraum wurde verzichtet. Altar und Taufstein befinden sich in der Mittelachse vor der Kanzel, wodurch Wortverkündigung und Sakramentenspendung optisch und liturgisch im Zentrum stehen.
Zur Kirchenausstattung gehört ein spätgotischer Flügelaltar von 1497 aus der Ulmer Schule, der von der Familie Gaisberg gestiftet wurde und auf dessen Altarretabel Maria und der heilige Wendelin dargestellt sind. Auf der Predella sind die Wappen der damaligen Herren des Ortes, Ulrich von Gaisberg und seine Frau Katharina von Wetzhausen, abgebildet. Ein geplanter Verkauf des Hochaltars wurde 1898 verhindert.

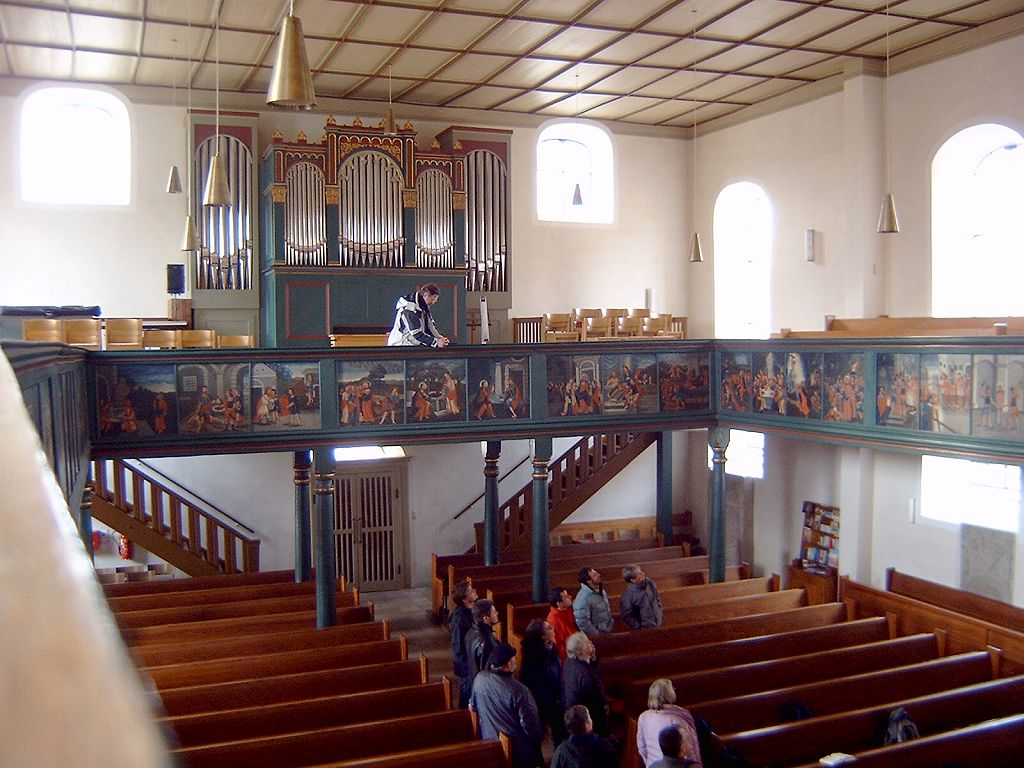
Emporenbilder von Josef Wagner (1761)

Die 45 Emporen- und 5 Kanzelbilder stammen von Josef Wagner aus Alfdorf aus dem Jahr 1761 und zeigen Szenen aus dem Alten und Neuen Testament. Sie dienten als biblia pauperum.
Die Orgel stammt aus dem Jahr 1862 und wurde zuletzt 2009 durch die Orgelbaufirma Mühleisen restauriert.
Das Geläut besteht aus drei Nachkriegsglocken, 1950 gegossen von der Firma Heinrich Kurtz in Stuttgart, und einer historischen Glocke aus dem Jahr 1521, auf der keine Signatur vorhanden ist. Anhand der Inschrift wird sie einem Gießer aus dem Umfeld der Biberacher Gießhütte zugeschrieben, namentlich Martin Kisling, der ein Jahr zuvor die beiden großen Glocken für die Stuttgarter Stiftskirche goss, da die Ähnlichkeit zu den Stuttgarter Glocken recht deutlich ist. Die Inschrift ist in Minuskeln abgefasst. Auf der Flanke befindet sich eine Darstellung des Heiligen Wendelin.